# Batalla de Quios
La batalla de Quios (201 aC) va ser un enfrontament entre la flota de Filip V de Macedònia i les forces aliades de  Rodes, Pèrgam, Bizanci i Cízic.
La guerra cretenca havia començat el 205 aC quan els macedonis i els seus aliats pirates de Creta començaren a atacar els vaixells de Rodes, que tenia la marina mercant més rica del mar Egeu. La flota ròdia amb l'ajuda dels vaixells dels seus aliats (Pèrgam, Bizanci i Cízic), va derrotar a la macedònia a les costes de Quios.